# Kepler-62
Kepler-62 es una estrella ligeramente más fría y más pequeña que el Sol en la constelación de Lyra, situada a 1200 años luz de la Tierra. Se encuentra dentro del campo de visión del satélite Kepler, que cumple la misión Kepler de la NASA para detectar planetas que pueden transitar sus estrellas. El 18 de abril de 2013 se anunció que la estrella tiene cinco planetas, dos de los cuales, Kepler-62e y -62f, son posibles planetas sólidos dentro de la zona habitable de la estrella.

## Nomenclatura e historia

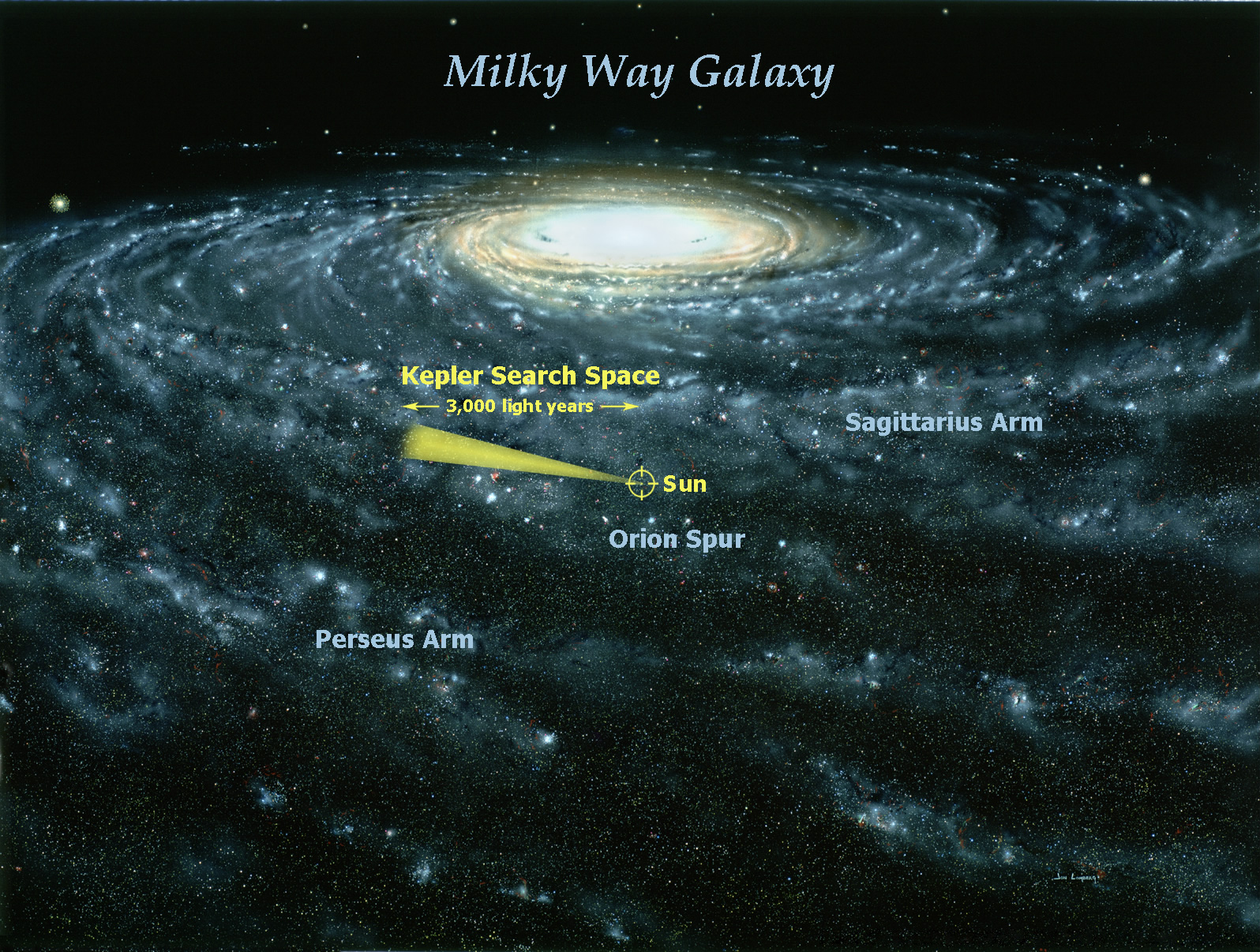
Zona de búsqueda de la misión Kepler en la Vía Láctea.

Sus planetas fueron descubiertos por la misión Kepler de la NASA, una misión encargada de descubrir planetas en tránsito alrededor de sus estrellas. El método de los tránsitos que la Kepler utiliza implica la detección de caídas en el brillo de las estrellas. Estas caídas en el brillo se pueden interpretar como planetas cuyas órbitas pasan frente a su estrella desde la perspectiva de la Tierra. El nombre de Kepler-62 se deriva directamente de la Misión Kepler: es la estrella de 62 ª con planetas confirmados descubiertos por Kepler. Los planetas se nombran por orden alfabético, siguiendo el orden cronológico de su descubrimiento: b, c, d, e y f, designaciones que se añaden al nombre de su estrella madre.

## Características
Kepler-62 es una estrella de tipo K, con aproximadamente el 69 % de la masa y el 62 % del radio del Sol. Cuenta con una temperatura superficial de 4925 K y una edad de siete mil millones de años. En comparación, el Sol tiene cerca de 4600 millones de años y una temperatura superficial de 5778 K.
La magnitud aparente o brillo de la estrella, desde la perspectiva de la Tierra, es de 13,8. Por lo tanto, no puede ser observada a simple vista.

## Sistema planetario
Todos los planetas conocidos transitan la estrella, lo que significa que las órbitas de los cinco planetas parecen cruzar por delante de su estrella vista desde la perspectiva de la Tierra. Sus inclinaciones con respecto a la línea visual terrestre varían en menos de un grado. Esto permite mediciones directas de los períodos de los planetas y los diámetros relativos (en comparación con la estrella anfitriona) mediante el monitoreo del tránsito de los planetas en la estrella.
Los radios de los planetas se sitúan entre 0,54 y 1,95 radios terrestres. De particular interés son los planetas e y f, ya que son los mejores candidatos para planetas sólidos en la zona habitable de su estrella. Su radios, 1,61 y 1,41 radios terrestres respectivamente, los colocan en un rango de radio donde es muy poco probable que no sean otra cosa que planetas sólidos. Sus posiciones en el sistema Kepler-62 significa que están dentro la zona habitable: el rango de distancia que, de una composición química dada, estos dos planetas podrían tener agua líquida en su superficie.

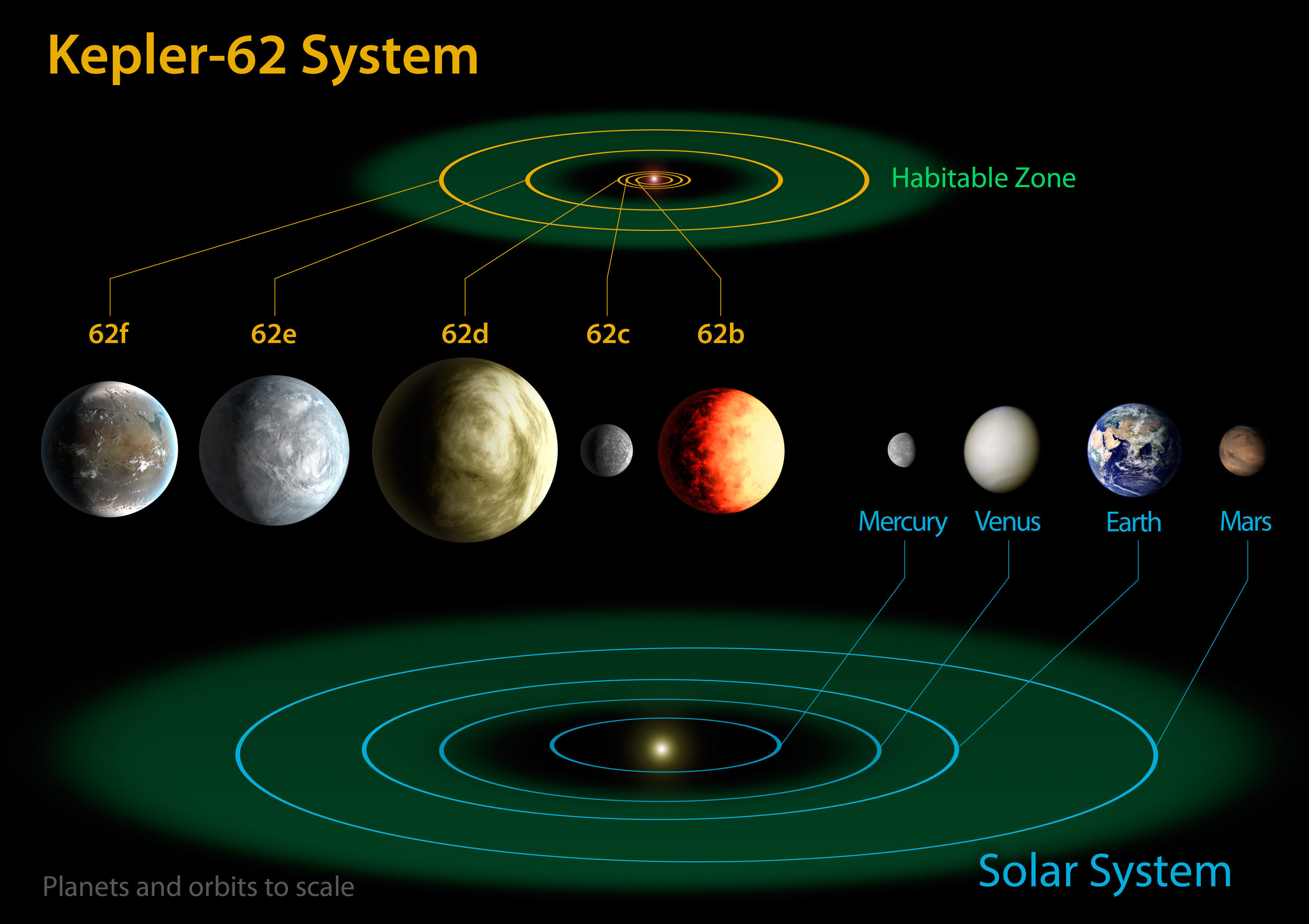

| Planeta | Masa                | Semieje mayor (UA) | Periodo orbital (días) | Excentricidad | Inclinación    | Radio          |
| ------- | ------------------- | ------------------ | ---------------------- | ------------- | -------------- | -------------- |
| b       | 9[actualizar] M⊕    | 0.0553 ± 0.0005    | 5.714932 ± 0.000009    | ?             | 89.2 ± 0.4 °   | 1.31 ± 0.04 R⊕ |
| c       | 4[actualizar] M⊕    | 0.0929 ± 0.0009    | 12.4417 ± 0.00001      | ?             | 89.7 ± 0.2 °   | 0.54 ± 0.03 R⊕ |
| d       | 14[actualizar] M⊕   | 0.120 ± 0.001      | 18.16406 ± 0.00002     | ?             | 89.7 ± 0.3 °   | 1.95 ± 0.07 R⊕ |
| e       | 1.6 M⊕              | 0.427 ± 0.004      | 122.3874 ± 0.0008      | ?             | 89.7 ± 0.3 °   | 1.61 ± 0.05 R⊕ |
| f       | 2,81[actualizar] M⊕ | 0.718 ± 0.007      | 267.291 ± 0.005        | ?             | 89.90 ± 0.03 ° | 1.41 ± 0.07 R⊕ |